# Schlingmann (Unternehmen)
Die Schlingmann GmbH & Co. KG mit Sitz in Dissen (Niedersachsen) ist ein deutscher Hersteller von Feuerwehrfahrzeugen.

## Geschichte

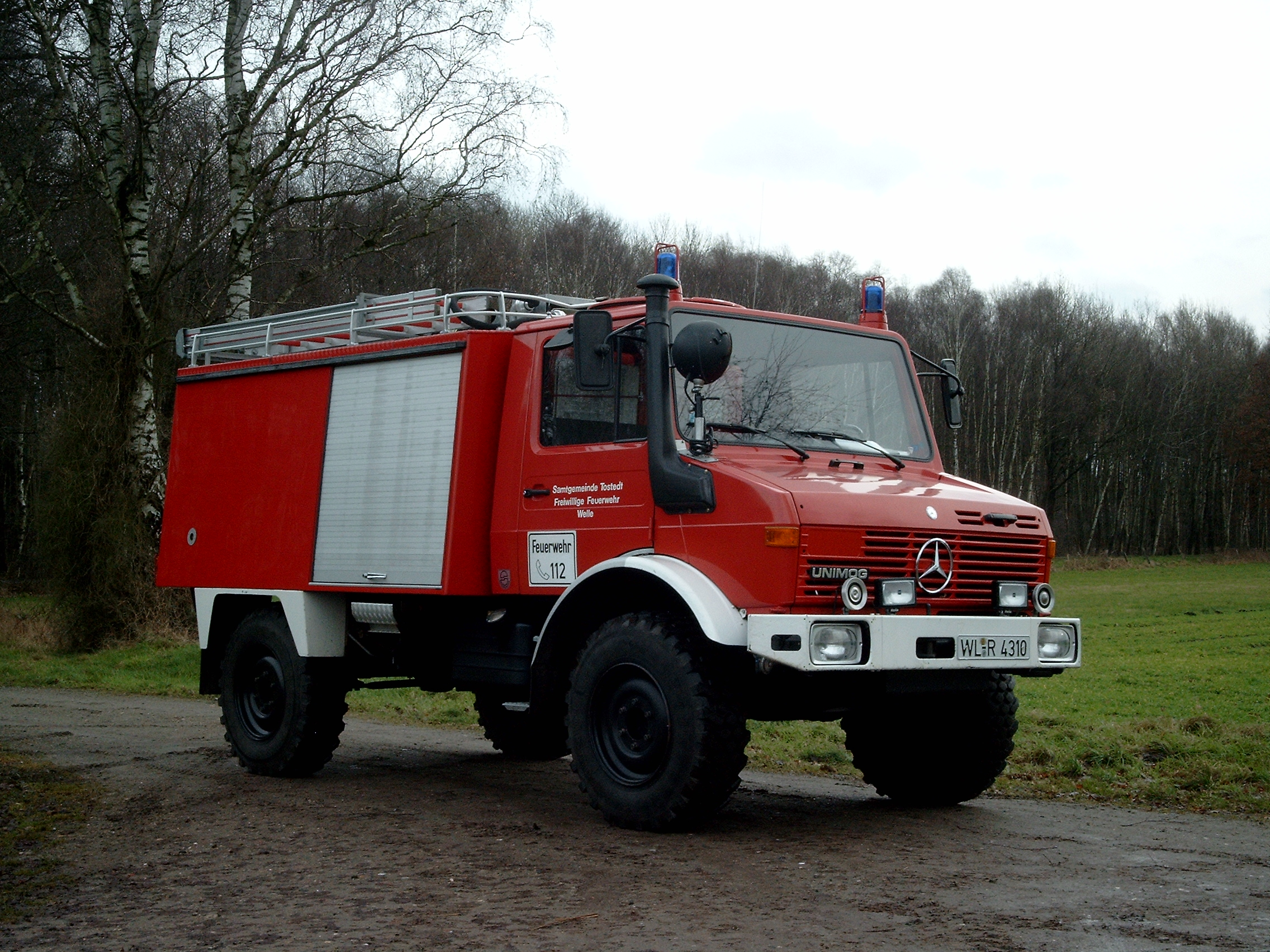
TLF 8W, auch „Niedersachsentanker“, für Waldbrandeinsätze. Baujahr 1978.

Im Jahr 1880 gründete der Stellmacher Heinrich Schlingmann das Unternehmen auf dem elterlichen Hof und begann mit dem Bau von Kutschwagen. Das erste von Schlingmann aufgebaute Kraftfahrzeug war 1926 ein Lieferwagen für die Firma Homann. In den 1930er wurden diverse Kofferaufbauten auf Opel-Blitz-Fahrgestellen gefertigt, dieses Fahrgestell diente auch 1935 dem ersten von Schlingmann aufgebauten Feuerwehrfahrzeug für die Freiwillige Feuerwehr Dissen.
Nach dem Zweiten Weltkrieg wurde 1952 das zweite von Schlingmann aufgebaute Feuerwehrfahrzeug, ein TLF 15, an die Feuerwehr Dissen übergeben. In den folgenden Jahren spezialisierte sich das Unternehmen weiter auf Feuerwehrfahrzeuge, sodass bald das komplette Portfolio an genormten und nicht genormten Lösch- und Rüstfahrzeugen angeboten wurde. Im Jahr 1972 wurden auf der Weltleitmesse Interschutz in Frankfurt diverse Fahrzeuge auf den verschiedensten Fahrgestellen ausgestellt.
Nach der Waldbrandkatastrophe in Niedersachsen entwickelte Schlingmann das TLF 8(W) (den sog. Niedersachsentanker) welcher lange als Technische Weisung des Landes Niedersachsen normähnlich bestellt werden konnte. Das Unternehmen beteiligte sich ebenfalls intensiv an der Entwicklung des LF24, welches über Jahrzehnte bei vielen Berufsfeuerwehren eingesetzt wurde.
Im Jahr 1993 wurde die Kemner GmbH aus Versmold als Tochtergesellschaft übernommen, hier werden die Mannschaftsraumverlängerungen gefertigt. Zur Expansion in die neuen Bundesländer eröffnete Schlingmann 1994 ein Zweigwerk im sächsischen Burgstädt.
Schlingmann war Bestandteil des 2011 ausgehobenen Feuerwehrfahrzeuge-Kartells.

## Produkte

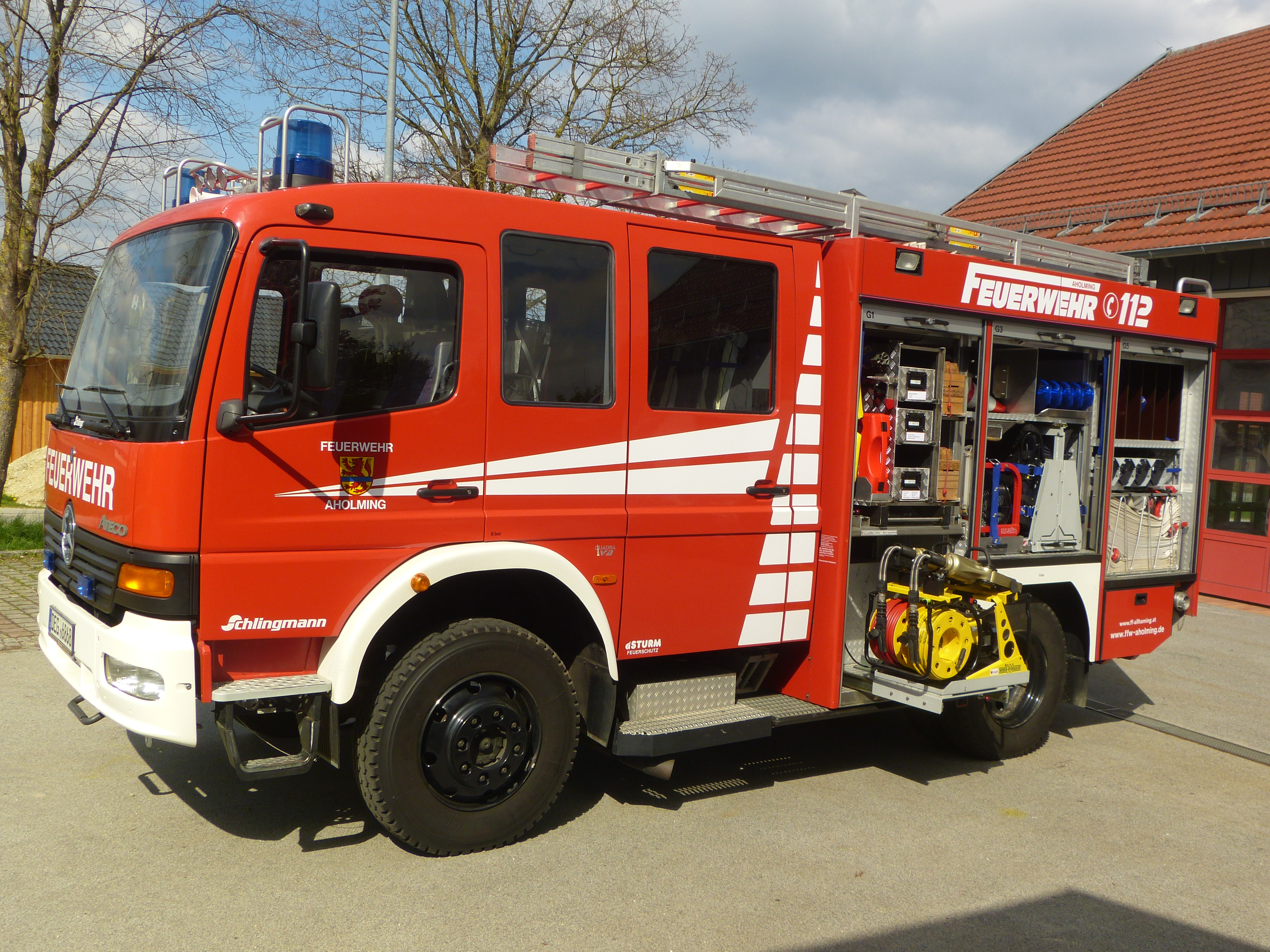
HLF 10/6 mit firmentypischer Seitenbeklebung

Die Schlingmann GmbH & Co. KG stellt heute (Hilfeleistungs-)Löschfahrzeuge, Tanklöschfahrzeuge, Rüst- und Gerätewagen und verschiedene Sonderfahrzeuge her. Hubrettungsfahrzeuge, Einsatzleitwagen und Mannschaftstransportfahrzeuge werden nicht produziert. Alle Fahrzeuge werden mit zwei Varianten von Mannschaftskabinen (SMK und Varus) angeboten. Alle Kabinen sind in das Fahrerhaus integriert (Karosserieverlängerung) und nicht – wie bei den meisten anderen Herstellern – Bestandteil des Aufbaus.

### (Hilfeleistungs-)Löschfahrzeuge
- TSF-W (Tragkraftspritzenfahrzeug mit Wasser)[6]
- MLF (Mittleres Löschfahrzeug)[7]
- LF 10 und HLF 10 (Löschgruppenfahrzeug 10 und Hilfeleistungslöschgruppenfahrzeug 10)[8]
- LF 20 und HLF 20 (Löschgruppenfahrzeug 20 und Hilfeleistungslöschgruppenfahrzeug 20)[9]
- LF 20 KatS (Löschgruppenfahrzeug 20 für den Katastrophenschutz)[10]

### Tanklöschfahrzeuge
- TLF 2000 (Tanklöschfahrzeug 2000)[11]
- TLF 3000 (Tanklöschfahrzeug 3000)[12]
- TLF 4000 (Tanklöschfahrzeug 4000)[13]

### Rüst- und Gerätewagen
- RW (Rüstwagen)[14]
- GW-L2 Gerätewagen Logistik 2[15]
- GW-G Gerätewagen Gefahrgut[16]

### Sonderfahrzeuge
- GTLF (Großtanklöschfahrzeug)[17]
- LF-Logistik (Löschgruppenfahrzeug Logistik)[18]
- TSF-W-Logistik (Tragkraftspritzenfahrzeug mit Wasser-Logistik)[19]
- RW Kran (Rüstwagen mit Kran)[20]
- RW Ladebordwand (Rüstwagen mit Ladebordwand[21])
- FLF (Flugfeldlöschfahrzeug)[22]
- TLF 2000 Staffel (Tanklöschfahrzeug 2000 mit Staffelbesatzung)
- TLF-W (Tanklöschfahrzeug für den Waldbrandeinsatz)[23]